# U-883
U-883 je bila nemška vojaška podmornica Kriegsmarine, ki je bila dejavna med drugo svetovno vojno.

## Zgodovina
5. maja 1945 se je podmornica predala v Cuxhavnu. V sklopu operacije Deadlight je bila 31. junija 1945 nato poslana v Lisahally. Podmornica je bila nato 31. decembra 1945 potopljena.

## Poveljniki
| Poveljniki |                                    |                   |                               |
| Št.        | Čin                                | Ime               | Poveljstvo                    |
| 1.         | Kapitanporočnik (Kapitänleutnant)  | Hans-Ludwig Gaude | 1. maj 1944 - 1. oktober 1944 |
| 2.         | Nadporočnik (Oberleutnant zur See) | Johannes Uebel    | 27. marec 1945 - 8. maj 1945  |

## Tehnični podatki
| Kategorije                                    | Podatki                       |
| --------------------------------------------- | ----------------------------- |
| Teža (t): na površju pod površjem polna Teža  | 1.616 1.804 2.150             |
| Dolžina (m) - tlačni trup (m)                 | 87,6 - 68,5                   |
| Širina (m) - tlačni trup (m)                  | 7,5 - 4,4                     |
| Izpodriv (m)                                  | 5,4                           |
| Višina (m)                                    | 10,2                          |
| Moč (hp): na površju pod podvršjem            | 4.400 1.000                   |
| Hitrost (vozlov): na površju pod podvršjem    | 19,2 6,9                      |
| Doseg (milja/vozel): na površju pod podvršjem | 23.700/12 57/4                |
| Torpeda/Torpedne cevi                         | 24/4 (4 na premcu, 2 na krmi) |
| Krovni top (mm)                               | 105 (150 granat)              |
| Mine                                          | 48 TMA                        |
| Posadka                                       | 55-63                         |
| Maksimalni potop (m)                          | 230                           |